# Stazione di Settingiano (1896)
La stazione di Settingiano è stata una stazione ferroviaria posta sulla linea Lamezia Terme-Catanzaro Lido. Venne dismessa nel 2008 unitamente alla tratta Settingiano-Catanzaro Lido, che fu sostituita dalla nuova variante. Serviva il comune di Settingiano.
La fermata non era elettrificata e pertanto era servita da treni a trazione diesel.